# Петрара (Беневенто)
Петрара је насеље у Италији у округу Беневенто, региону Кампанија.
Према процени из 2011. у насељу је живело 82 становника. Насеље се налази на надморској висини од 243 м.